# 주둔지

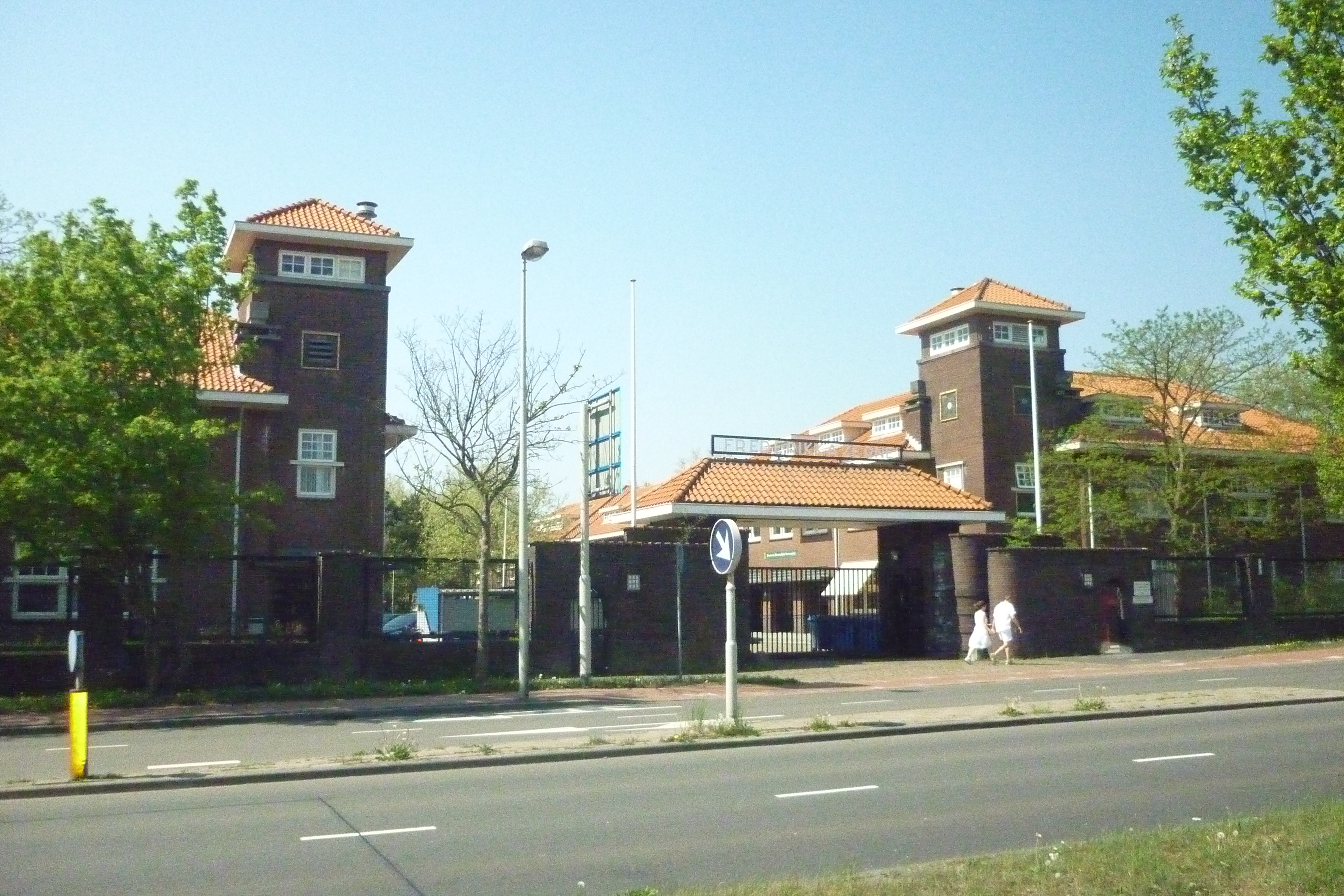

주둔지(駐屯地)는 육군이나 공군이 평시에 주재하는 군사 기지이다. 본래 전시에 임시로 군대가 위치해있던 곳을 이르던 말이었으나, 현대에는 군사 기지를 주로 일컫는다.